# HD 117281
HD 117281，又名BD+51 1846，SAO 28766、HR 5079，是一颗恒星，视星等为6.8，位于銀經108.77，銀緯65.52，其B1900.0坐标为赤經13h 24m 5.8s，赤緯+51° 65.52′ 15″。